# Besenello
Besenello is een gemeente in de Italiaanse provincie Trente (regio Trentino-Zuid-Tirol) en telt 2024 inwoners (31-12-2004). De oppervlakte bedraagt 26,0 km², de bevolkingsdichtheid is 78 inwoners per km².

## Demografie
Besenello telt ongeveer 813 huishoudens. Het aantal inwoners steeg in de periode 1991-2001 met 14,5% volgens cijfers uit de tienjaarlijkse volkstellingen van ISTAT.
| Jaar | Inwoneraantal |
| ---- | ------------- |
| 1991 | 1531          |
| 2001 | 1753          |

## Geografie
Besenello grenst aan de volgende gemeenten: Trento, Vigolo Vattaro, Bosentino, Vattaro, Aldeno, Centa San Nicolò, Calliano, Nomi, Folgaria.

## Externe link

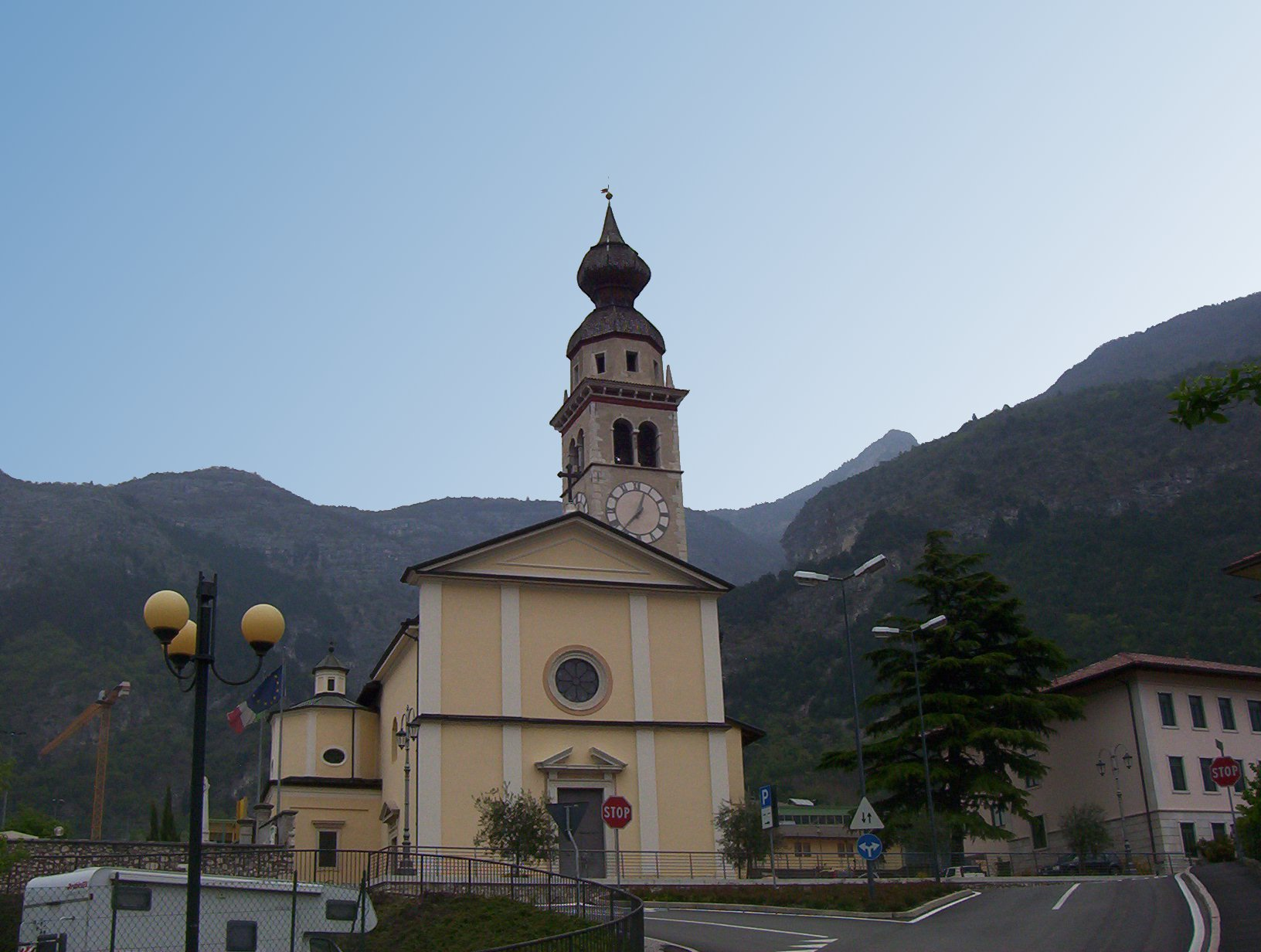
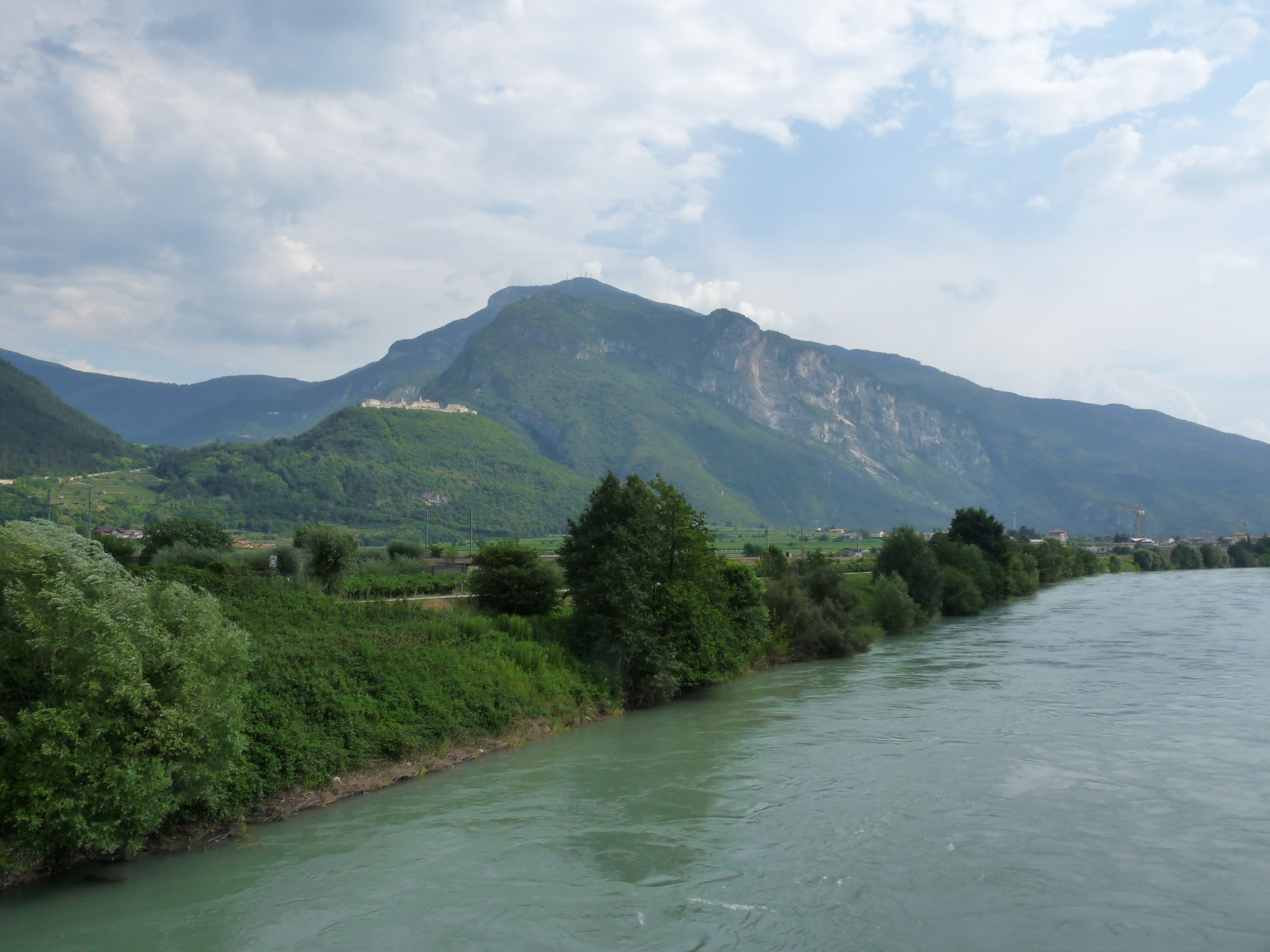
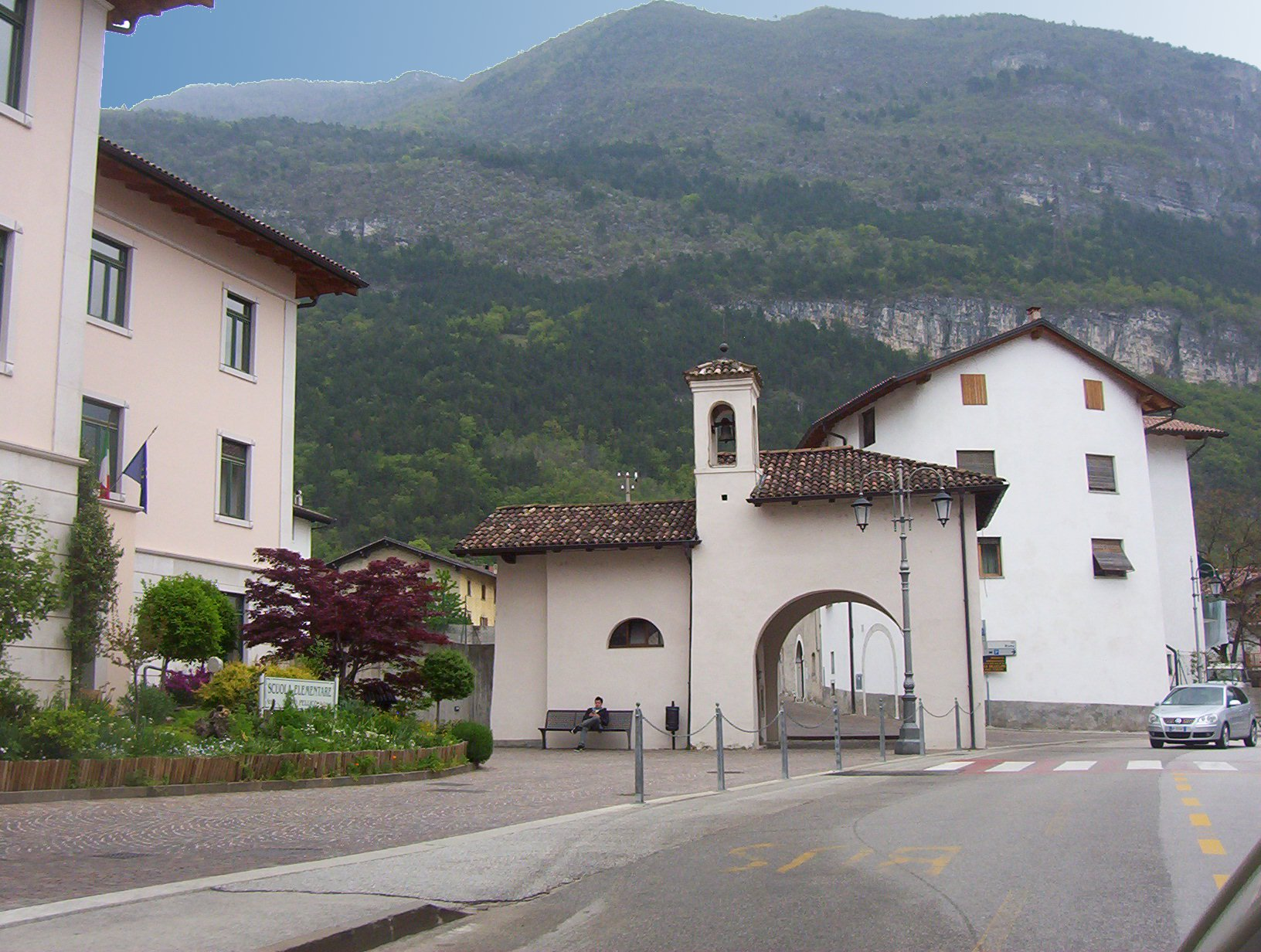